# Ізотопи урану
Ізото́пи ура́ну — різновиди атомів (і ядер) хімічного елементу урану, що містять різну кількість нейтронів у ядрі. На даний момент відомо 26 ізотопів урану і ще 6 збуджених ізомерних станів деяких його нуклідів. В природі зустрічаються три ізотопи урану: 234U (ізотопна поширеність 0,0055 %), 235U (0,7200 %), 238U (99,2745 %).
Нукліди 235U і 238U є родоначальниками радіоактивних рядів — ряду актинію і ряду радію відповідно. Нуклід 235U використовується як паливо в ядерних реакторах, а також в ядерній зброї (завдяки тому, що в ньому можлива самопідтримувана ланцюгова ядерна реакція. Нуклід 238U використовується для виробництва плутонію-239, який також має надзвичайно велике значення як паливо для ядерних реакторів і як сировина у виробництві ядерної зброї.

## Таблиця ізотопів урану
| Символ ізотопа | Z(p)                    | N(n)                    | Маса ізотопа (а.о.м.)   | Надлишок маси (кеВ) | Період напіврозпаду (T1/2) | Спін і парність ядра | Поширеність ізотопа в природі (%) |
| Символ ізотопа | Енергія збудження (кеВ) | Енергія збудження (кеВ) | Енергія збудження (кеВ) | Надлишок маси (кеВ) | Період напіврозпаду (T1/2) | Спін і парність ядра | Поширеність ізотопа в природі (%) |
| -------------- | ----------------------- | ----------------------- | ----------------------- | ------------------- | -------------------------- | -------------------- | --------------------------------- |
| 214U           | 92                      | 122                     |                         |                     | 0.52(+0.95−0.21) мс        | 0+                   |                                   |
| 215U           | 92                      | 123                     | 215.026760(90)          |                     | 2.24 ms                    | 5/2−#                |                                   |
| 216U           | 92                      | 124                     | 216.024760(30)          |                     | 2.25(+0.63−0.40) ms        | 0+                   |                                   |
| 216mU          |                         |                         |                         |                     | 1.31 ms                    | 8+                   |                                   |
| 217U           | 92                      | 125                     | 217,024370(90)          | 22 700(90)          | 26(14) мс                  | 1/2−#                |                                   |
| 218U           | 92                      | 126                     | 218,023540(30)          | 21 920(30)          | 6(5) мс                    | 0+                   |                                   |
| 219U           | 92                      | 127                     | 219,024920(60)          | 23 210(60)          | 55(25) мкс                 | 9/2+#                |                                   |
| 220U           | 92                      | 128                     | 220,024720(220)#        | 23 030(200)#        | 60# нс                     | 0+                   |                                   |
| 221U           | 92                      | 129                     | 221,026400(110)#        | 24 590(100)#        | 700# нс                    | 9/2+#                |                                   |
| 222U           | 92                      | 130                     | 222,026090(110)#        | 24 300(100)#        | 1,4(7) мкс                 | 0+                   |                                   |
| 223U           | 92                      | 131                     | 223,027740(80)          | 25 840(70)          | 21(8) мкс                  | 7/2+#                |                                   |
| 224U           | 92                      | 132                     | 224,027605(27)          | 25 714(25)          | 940(270) мкс               | 0+                   |                                   |
| 225U           | 92                      | 133                     | 225,029391(12)          | 27 377(12)          | 61(4) мс                   | 5/2+#                |                                   |
| 226U           | 92                      | 134                     | 226,029339(14)          | 27 329(13)          | 269(6) мс                  | 0+                   |                                   |
| 227U           | 92                      | 135                     | 227,031156(18)          | 29 022(17)          | 1,1(1) хв                  | (3/2+)               |                                   |
| 228U           | 92                      | 136                     | 228,031374(16)          | 29 225(15)          | 9,1(2) хв                  | 0+                   |                                   |
| 229U           | 92                      | 137                     | 229,033506(6)           | 31 211(6)           | 58(3) хв                   | (3/2+)               |                                   |
| 230U           | 92                      | 138                     | 230,033940(5)           | 31 615(5)           | 20,8 діб                   | 0+                   |                                   |
| 231U           | 92                      | 139                     | 231,036294(3)           | 33 807(3)           | 4,2(1) діб                 | (5/2)(+#)            |                                   |
| 232U           | 92                      | 140                     | 232,0371562(24)         | 34 610,7(22)        | 68,9(4) років              | 0+                   |                                   |
| 233U           | 92                      | 141                     | 233,0396352(29)         | 36 920,0(27)        | 1,592(2)× 105 років        | 5/2+                 |                                   |
| 234U           | 92                      | 142                     | 234,0409521(20)         | 38 146,6(18)        | 2,455(6)× 105 років        | 0+                   | 0,0055(2)                         |
| 234Um          | 1421,32(10)             | 1421,32(10)             | 1421,32(10)             | 39 567,9(18)        | 33,5(20) мкс               | 6−                   |                                   |
| 235U           | 92                      | 143                     | 235,0439299(20)         | 40 920,5(18)        | 7,04(1)× 108 років         | 7/2−                 | 0,7200(51)                        |
| 235Um          | 0,0765(4)               | 0,0765(4)               | 0,0765(4)               | 40 920,6(18)        | 26 хв                      | 1/2+                 |                                   |
| 236U           | 92                      | 144                     | 236,0455680(20)         | 42 446,3(18)        | 2,342(3)× 107 років        | 0+                   |                                   |
| 236Um          | 2750(10)                | 2750(10)                | 2750(10)                | 45 196(10)          | 115 нс                     | 0+                   |                                   |
| 237U           | 92                      | 145                     | 237,0487302(20)         | 45 391,9(19)        | 6,75(1) діб                | 1/2+                 |                                   |
| 238U           | 92                      | 146                     | 238,0507882(20)         | 47 308,9(19)        | 4,468(3)× 109 років        | 0+                   | 99,2745(106)                      |
| 238Um          | 2 557,9(5)              | 2 557,9(5)              | 2 557,9(5)              | 49 866,8(20)        | 280(6) нс                  | 0+                   |                                   |
| 239U           | 92                      | 147                     | 239,0542933(21)         | 50 573,9(19)        | 23,45(2) хв                | 5/2+                 |                                   |
| 239Um          | 20(20)#                 | 20(20)#                 | 20(20)#                 | 50 594(20)          | >250 нс                    | (5/2+)               |                                   |
| 239Un          | 133,7990(10)            | 133,7990(10)            | 133,7990(10)            | 50 707,7(19)        | 780(40) нс                 | 1/2+                 |                                   |
| 240U           | 92                      | 148                     | 240,056592(6)           | 52 715(5)           | 14,1(1) год                | 0+                   |                                   |
| 241U           | 92                      | 149                     | 241,060330(320)#        | 56 200(300)#        | 5# хв                      | 7/2+#                |                                   |
| 242U           | 92                      | 150                     | 242,062930(220)#        | 58 620(200)#        | 16,8(5) хв                 | 0+                   |                                   |

## Пояснення до таблиці
- Поширеність ізотопів наведена для більшості природних взірців. Для інших джерел значення можуть сильно відрізнятися.
- Індексами 'm', 'n', 'p' (поряд із символом) позначено збуджені ізомерні стани нукліда.
- Значення, помічені решіткою (#), отримані не з одних лише експериментальних даних, а (хоча б частково) оцінені з систематичних трендів у сусідніх нуклідів (з такими ж співвідношеннями Z і N). Значення спіну та/або його парності, які визначаються невпевнено вміщені в дужки.
- Похибка наводиться у вигляді числа в дужках, вираженого в одиницях останньої значущої цифри, означає одне стандартне відхилення (за винятком поширеності і стандартної атомної маси ізотопа за даними ІЮПАК, для яких використовується більш складне визначення похибки). Приклади: 29770,6(5) означає 29770,6 ± 0,5; 21,48(15) означає 21,48 ± 0,15; −2200,2(18) означає −2200,2 ± 1,8.